# Adrian (Oregón)
Adrian es una ciudad ubicada en el condado de Malheur en el estado estadounidense de Oregón. En el año 2000 tenía una población de 147 habitantes y una densidad poblacional de 227 personas por km².

## Demografía
Según la Oficina del Censo en 2000 los ingresos medios por hogar en la localidad eran de $30,000 y los ingresos medios por familia eran $38,438. Los hombres tenían unos ingresos medios de $31,250 frente a los $26,667 para las mujeres. La renta per cápita para la localidad era de $10,740. Alrededor del 8% de la población estaban por debajo del umbral de pobreza.